# Anders Slatte

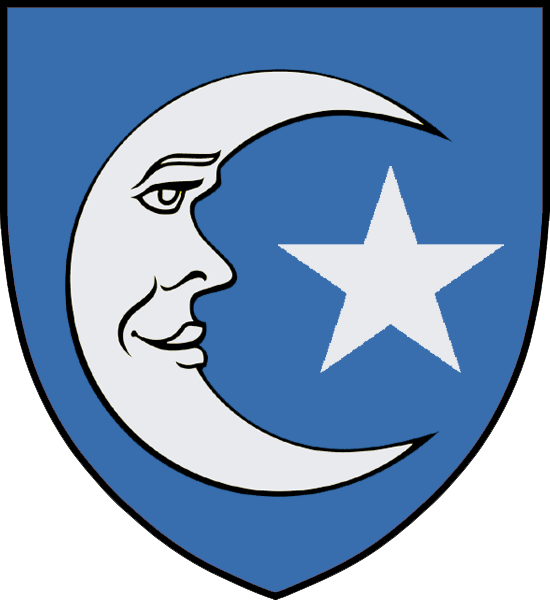
Vapen för frälsesläkten Slatte

Anders Slatte, född omkring 1400, död omkring 1435, svensk frälseman och häradsdomhavande, bosatt på Lidhem, Locknevi socken (i nuvarande Vimmerby kommun) i Småland.

## Biografi
1428 beskrevs Anders Slatte som Anders Larsson nämnder Slatte. Två år senare, 1 januari 1430, beseglade Anders Slatte Ulf Lämnas och hans hustru Ingrid Dansdotters brev, utfärdat i Frödingehult, Frödinge socken, Småland. 
Anders Slatte nämns 1433 som häradsdomhavande i Tjusts härad.
Anders var svärson till Lucia Ulfsdotter, änkan efter Nils Jonsson (kluven sköld). Anders hade Lidhem säteri som sin sätesgård för att han var svärson till Lucia. Nils nämns på gården år 1419, Lucia 1428 och Anders 1428-1430. Huruvida Anders hustru också var dotter till Nils Jonsson kan inte klarläggas på grund av bristande källäge, för hon kan ha varit en dotter från ett äktenskap av Lucias före Nils.
Det är oklart vilka Anders Slattes föräldrar var. Eftersom han omnämndes "Larsson" bör faderns varit Lars.
Enligt de äldre genealogiska källor som Gabriel Anreps ättartavlor var Anders Slatte son till en Jöns Pedersson Slatte. Den Peder Slatte som var tjänare hos Sten Sture den äldre och finns omnämnd i Stockholms stads tänkebok för 1487 ska ha varit Anders bror enligt Anrep. Men tiden för när Anders omnämndes och när Peder, Sten Stures tjänare, nämndes talar emot det eftersom det handlar om en tidsrymd på över 50 år.
Anrep anger Anders Slattes hustrus namn Ingeborg Johansdotter, men inga källor finns som styrker det.